# 3098 van Sprang
3098 van Sprang è un asteroide della fascia principale. Scoperto nel 1960, presenta un'orbita caratterizzata da un semiasse maggiore pari a 2,3024380 UA e da un'eccentricità di 0,2112987, inclinata di 1,34511° rispetto all'eclittica.
L'asteroide è dedicato all'astronomo dilettante olandese Bert van Sprang.